# 赫拉尼特內 (日托米爾區)
50°34′57″N 28°33′6″E / 50.58250°N 28.55167°E
赫拉尼特内（烏克蘭語：Гранітне），2024年9月前名为克拉斯諾希爾卡（烏克蘭語：Красногірка），是烏克蘭的村落，位於該國北部日托米爾州，由日托米爾區霍罗希夫市镇負責管轄，面積0.57平方公里，2001年人口138，人口密度每平方公里243.39人。
2024年9月19日，乌克兰最高拉达将此村的名字改为赫拉尼特内。